# Australian Securities Exchange
Australian Securities Exchange (w skrócie ASX) – największa australijska giełda papierów wartościowych. Jako Australian Securities Exchange funkcjonuje od 1987, jednak jej historia sięga roku 1871.
Największymi pod względem kapitalizacji spółkami notowanymi na tej giełdzie są: BHP Billiton, Telstra oraz National Australia Bank.
Najstarszym indeksem akcji notowanych na giełdzie australijskiej jest All Ordinaries. Obecnie największe znaczenie mają S&P/ASX 200 oraz indeks największych spółek S&P/ASX 50.
W 2010 Giełda Papierów Wartościowych w Singapurze ogłosiła zamiar przejęcia ASX za 8,3 miliarda USD.
W każdym dniu notowań odbywa się premarket trwający od 7:00 do 10:00 AEST oraz normalna sesja giełdowa trwająca od 10:00 do 16:00 AEST.